# مایکل لیب
مایکل لیب (به انگلیسی: Michael Leib) سناتور سابق عضو حزب دموکرات-جمهوری‌خواه بود. وی در سال ۱۸۰۹ تا ۱۸۱۴ میلادی سناتور ایالت پنسیلوانیا در سنای ایالات متحده آمریکا بود.